# Корно Алто (Верона)
Корно Алто је насеље у Италији у округу Верона, региону Венето.
Према процени из 2011. у насељу је живело 445 становника. Насеље се налази на надморској висини од 93 м.